# 藤倉朱里
藤倉 朱里（ふじくら しゅり、2003年11月29日 - ）は、北海道今金町出身の日本の画家である。

## 来歴
幼い頃から絵が好きで、小学3年で今金町在住の画家・近藤弘毅の絵画教室に通う。
中学時代は美術部に所属、今金町総合文化祭で3年連続、今金町長賞を受賞。
2019年、檜山北高等学校に入学、美術部に所属。
2020年12月放送の「誰も知らない明石家さんま」（日本テレビ系）の企画「画商さんま」に油彩画「見つめるこども」で応募、明石家さんまの目に留まる。
明石家さんまから「17歳は感性が爆発できる時期なので、どんどん描いたほうがいい」と激励され、「見つめるこども」は50万円で買い手が付く。
2021年5月から函館に活動拠点を置く。

## 展覧会
- 2021年 - Me 脳 COLOR（函館国際ホテル）
- 2022年
  - 未完ドロップ（函館あうん堂）
  - 吐露 STYLE（函館国際ホテル）
  - 救世BEAM（大丸札幌店）
- 2023年
  - BUG（函館あうん堂）
  - TERU、TAKUMIと三人展『THREE COLORS EXHIBITION』（金森赤レンガ倉庫 函館ヒストリープラザ）[3]
  - Liberation（ギャラリーHANA 下北沢）
- 2024年
  - !FLASH!（11月9～17日予定、代官山モンキーギャラリー）[4]